# Jake Elliott
Jake Daniel Elliott (* 21. Januar 1995 in La Grange, Illinois) ist ein US-amerikanischer American-Football-Spieler auf der Position des Kickers. Derzeit spielt er für die Philadelphia Eagles in der NFL.

## Frühe Jahre
Elliott spielte Football bereits an der Highschool in Illinois mit zwei Standorten in La Grange und in Western Springs.

## College
Von 2013 bis 2016 besuchte Elliott die University of Memphis und spielte College Football für die Memphis Tigers in der American Athletic Conference.
Insgesamt schaffte er in den vier Jahren am College 81 Field Goals bei 104 Versuchen und erlangte eine 100-%-Trefferquote bei den Extrapunkten, indem er alle 202 Versuche positiv abschließen konnte.

## NFL
Elliott wurde im NFL Draft 2017, für einen Kicker unüblich, bereits in der 5. Runde ausgewählt. Die Cincinnati Bengals verwendeten für ihn damals den insgesamt 153. Pick des Drafts.

### Cincinnati Bengals
Noch vor Start der Saison 2017 wurde Elliott von den Cincinnati Bengals entlassen, weil sich diese für seinen Teamkollegen Randy Bullock als ihren Kicker entschieden. Elliott wurde danach dem Practice Squad der Bengals hinzugefügt.

### Philadelphia Eagles
Nachdem Caleb Sturgis, der Kicker der Philadelphia Eagles, sich am ersten Spieltag der Saison 2017 verletzte, wurde Elliott von den Eagles unter Vertrag genommen und konnte am 3. Spieltag seiner Rookie-Saison in seinem erst zweiten Spiel für sein neues Team den Franchise-Rekord für das längste Field Goal brechen, als er aus einer Entfernung von 61 Yards zum Sieg gegen die New York Giants traf.

Insgesamt spielte Elliott als Rookie eine sehr solide Regular Season, traf 83,9 % seiner Field-Goal-Versuche, erreichte mit den Eagles die Play-offs und zog mit ihnen in den Super Bowl LII ein, welchen sie mit 41:33 gegen die New England Patriots gewannen.